# Ieva Lagūna
Ieva Lagūna (Saldus, 6 giugno 1990) è una modella lettone.
Apparsa nel Victoria's Secret Fashion Show del 2011, Ieva Laguna inizia la sua carriera nel 2007 quando viene scoperta ad un festival a Riga. L'anno seguente debutta sulle passerelle e negli anni sfilerà per stilisti quali: Chanel, Eley Kishimoto, Matthew Williamson, Max Mara, Marios Schwab, Christopher Kane, Burberry, Frankie Morello, Chloé, Jonathan Saunders, Andreia Marques, Gloria Coelho, Jason Wu, Gucci, Cynthia Rowley, Costume National, Betty Jackson, Antonio Berardi, Cacharel, Rochas, Prabal Gurung, Bottega Veneta, Badgley Mischka, Missoni, Dsquared², Versus, Derek Lam, Kevork Kiledjian, Nina Ricci, Huis Clos, Lanvin, Alessandro Dell'Acqua, Antonio Marras, Isaac Mizrahi, Barbara Bui, Alberta Ferretti, Victoria Bartlett, Shiatzy Chen, Michael Kors, DKNY, Ermanno Scervino, Rebecca Taylor, Blumarine, Jean-Charles de Castelbajac, Jill Stuart, Jo No Fui, Christian Dior, Rodarte, Just Cavalli, Nicole Miller, Dolce & Gabbana, Carolina Herrera, Stella McCartney, Vanessa Bruno, RoccoBarocco, Monique Lhuillier.
Apparsa nelle pagine e sulle copertine di Vogue, Harper's Bazaar, Elle, Marie Claire, Velvet, L'Officiel, Russh, Dazed, Interview; comparendo anche nelle campagne pubblicitarie per Carolina Herrera, Chanel, Coccinelle, H&M, KIKO, René Lezard, Stefanel.